# Hockey Vereniging Zevenaar
Hockey Vereniging Zevenaar is een hockeyclub uit Zevenaar.
De vereniging is opgericht op 1 september 1965 en beschikt over drie kunstgrasvelden. De vereniging heeft ongeveer 500 leden en is gevestigd op sportpark Hengelder. Zowel het eerste dames- als eerste herenelftal komen uit in de Tweede klasse.
Halverwege 2023 werd duidelijk dat sportpark Hengelder waar onder andere de hockeyvereniging is gevestigd flink gerenoveerd moest worden. Nadat bleek dat verhuizing van het sportpark en nieuwbouw op het terrein niet mogelijk zou zijn was de uitkomst door de gemeente bepaald, het sportpark moet opgeknapt worden en de verenigingen op de huidige locaties laten blijven.